# Fußball in der Tschechoslowakei
Fußball in der Tschechoslowakei bezieht sich auf Fußball in der Tschechoslowakei in den Jahren 1918–1992, als die Tschechen und die Slowaken in einem gemeinsamen Staat zusammengelebt haben. Es gibt einige Besonderheiten für die Jahre 1938–1945.

## Der Fußballverband
Am 26. März 1922 wurde der tschechoslowakische Fußballverband (Československá associace footballová, ČSAF) gegründet. Er bestand aus dem tschechoslowakischen Fußballbund (Československý svaz footballový, ČSSF), dem Deutschen Fußball-Verband (DFV), dem ungarischen Fußballbund MLSz, dem jüdischen Bund KMKRJ und dem polnischen Verband PZPN. Am 20. Mai 1923 wurde der Tschechoslowakische Fußballverband in die FIFA aufgenommen.

## Tschechoslowakischer Fußballmeister
Die Überlegenheit der Klubs aus der Hauptstadt der Tschechoslowakei war beeindruckend (in den ersten 20 Jahren der Republik gab es Titelträger nur aus Prag, in den ersten 30 Jahren nur Titelträger aus Prag oder Bratislava):
- Sparta Prag 22 Titel
- Slavia Prag 12 Titel
- FK Dukla Prag 11 Titel

es folgen zwei slowakische Klubs
- Slovan Bratislava 8 Titel
- Spartak Trnava 5 Titel

und dann erst ein tschechischer Klub nicht aus Prag 
- Baník Ostrava 3 Titel

siehe
- Tschechoslowakische Fußballmeisterschaft
- Ewige Tabelle der Tschechoslowakischen Fußballliga

## Teilnahme der Tschechoslowakei an der Fußball-Europameisterschaft
- 1. EM 1960 in Frankreich / 3. Platz
- 5. EM 1976 in Jugoslawien / Europameister
- 6. EM 1980 in Italien / 3. Platz

## Teilnahme der Tschechoslowakei an der Fußball-Weltmeisterschaft
- 2. WM 1934 in Italien / 2. Platz
- 3. WM 1938 in Frankreich / Viertelfinale
- 5. WM 1954 in der Schweiz / Vorrunde
- 6. WM 1958 in Schweden / Vorrunde
- 7. WM 1962 in Chile / 2. Platz
- 9. WM 1970 in Mexiko / Vorrunde
- 12. WM 1982 in Spanien / Vorrunde
- 13. WM 1986 in Mexiko / Vorrunde
- 14. WM 1990 in Italien / Viertelfinale